# He Chao
He Chao (en chino: 何超; Zhanjiang, 11 de febrero de 1992) es un deportista chino que compite en saltos de trampolín. Es hermano del saltador He Chong.
Ganó dos medallas en el Campeonato Mundial de Natación, oro en 2015 y plata en 2017. En los Juegos Asiáticos consiguió tres medallas, dos en 2014 y una en 2022.

## Palmarés internacional
| Campeonato Mundial | Campeonato Mundial      | Campeonato Mundial | Campeonato Mundial   |
| Año                | Lugar                   | Medalla            | Prueba               |
| ------------------ | ----------------------- | ------------------ | -------------------- |
| 2015               | Kazán (Rusia)           | Medalla de oro     | Trampolín 3 m        |
| 2017               | Budapest (Hungría)      | Medalla de plata   | Trampolín 1 m        |
| Juegos Asiáticos   |                         |                    |                      |
| Año                | Lugar                   | Medalla            | Prueba               |
| 2014               | Incheon (Corea del Sur) | Medalla de oro     | Trampolín 1 m        |
| 2014               | Incheon (Corea del Sur) | Medalla de plata   | Trampolín 3 m        |
| 2022               | Hangzhou (China)        | Medalla de oro     | Trampolín 3 m sincro |